# Reinhold Ewald
Reinhold Ewald (* 18. prosince 1956 Mönchengladbach, Severní Porýní-Vestfálsko Německo) je německý fyzik a bývalý kosmonaut zprvu německé kosmické agentury DLR, později Evropské kosmické agentury (ESA). Roku 1997 při letu na ruskou vesmírnou stanici Mir strávil devatenáct dní ve vesmíru. Od roku 2007 v ESA řídí operace na evropském modulu Columbus Mezinárodní vesmírné stanice.

## Život
Reinhold Ewald pochází z Mönchengladbachu v Severním Porýní-Vestfálsku. Po gymnáziu studoval v letech 1975–1983 na Kolínské univerzitě (Universität zu Köln), studium zakončil ziskem magisterského titulu z experimentální fyziky, po tříletém postgraduálním studiu teoretické fyziky se stal doktorem (PhD). Od roku 1983 pracoval na Kolínské univerzitě, podílel se na projektu třímetrového radioteleskopu, instalovaného roku 1986 v observatoři na Gornergratu. Od roku 1987 v německé kosmické agentuře DLR vedl projekty stratosférické observatoře SOFIA a experimenty na geofyzikálních raketách.

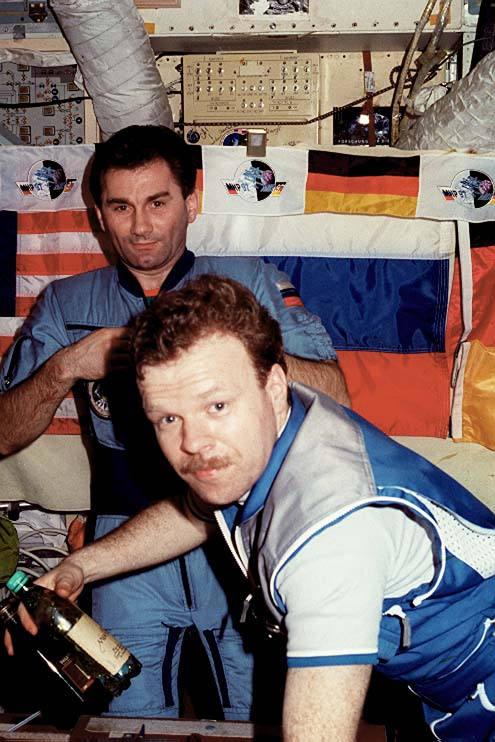
Reinhold Ewald na Miru, v pozadí Vasilij Ciblijev, 1997

Roku 1987 se přihlásil do náboru DLR pro let na amerických raketoplánech Space Shuttle, ale nebyl vybrán. V dubnu 1990 se Německo dohodlo se Sovětským svazem na letu německého kosmonauta na sovětskou vesmírnou stanici Mir. Pětice astronautů DLR byla zaneprázdněna přípravou na let americkými Shuttly, proto agentura DLR v říjnu 1990 z finalistů náboru 1987 dodatečně vybrala Klause-Dietricha Fladeho a Ewalda. V listopadu 1990 oba Němci přijeli do Střediska přípravy kosmonautů ve Hvězdném městečku a započali s výcvikem. Flade byl zařazen do posádky Sojuzu TM-14 jako člen 9. návštěvní expedice, Ewald se stal náhradníkem. Fladeho let proběhl v březnu 1992, Ewald se během něj podílel na udržování spojení s posádkou ve Středisku řízení letů.
Po návratu se v DLR podílel na organizaci německé účasti na americkém letu STS-55. Roku 1993 se stal zástupcem ředitele kosmických programů v DLR, zodpovědný byl za kosmické lety a experimenty ve vesmíru.
Do Hvězdného městečka se vrátil v říjnu 1995. Připravoval se na let na Mir v rámci rusko-německého programu Mir 96 (později přejmenovaného na Mir 97). V dubnu 1996 byl začleněn do posádky kosmické lodi Sojuz TM-25 na pozici kosmonaut-výzkumník, jako člen 14. návštěvní expedice na Mir.
Do vesmíru odstartoval společně s ruskými kosmonauty Vasilijem Ciblijevem a Alexandrem Lazutkinem 10. února 1997 z kosmodromu Bajkonur. Se stanicí se spojili 12. února, Ewald strávil na Miru sedmnáct dní, vyplněných experimenty programu „Mir 97“, především lékařsko-biologickými, ale i materiálovými a technologickými. Dne 2. března přistál v Sojuzu TM-24 s Valerijem Korzunem a Alexandrem Kaleri.
V únoru 1999 v rámci sjednocování (západo)evropských skupin astronautů přešel z oddílu DLR do sboru astronautů Evropské kosmické agentury (ESA). Podílel se na organizaci dvou letů evropských kosmonautů – 3. a 4. návštěvní expedice na Mezinárodní vesmírnou stanici (ISS) roku 2002 a letu španělského a nizozemského kosmonauta na ISS (programy Cervantes a DELTA v letech 2003 a 2004.
Astronautem ESA byl do léta 2007. Poté stanul v čele oddělení letových operací (Flight Operations Division) v odboru operací na ISS (Flight Operations Division) při středisku řízení modulu Columbus (Columbus Control Centre) v Mnichově.
Reinhold Ewald je ženatý, má syna a dvě dcery.